# Histiotus
Histiotus és un gènere de ratpenats de la família dels vespertiliònids.